# Trigonopsis howesi
Trigonopsis howesi là một loài côn trùng cánh màng trong họ Sphecidae, thuộc chi Trigonopsis. Loài này được Vardy miêu tả khoa học đầu tiên năm 1978.